# Nibbles

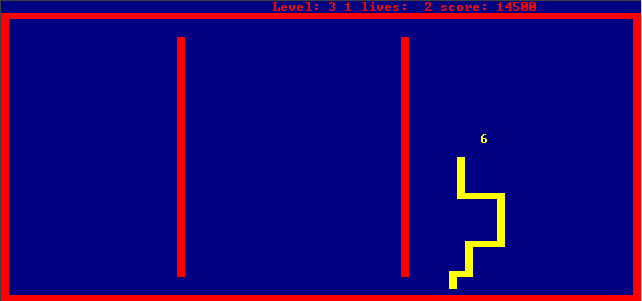
Nibbles bana 3 i enspelareläge

Nibbles är ett spel från Microsoft som följde med MS-DOS 5.0 1991 som exempelprogram till programspråket QBasic.
Spelet går ut på att styra en mask som äter upp siffror mellan 1 och 9 som dyker upp på spelplanen. För varje siffra masken äter ökar dess längd. Spelaren måste undvika att åka in i väggar, eventuell medspelare och sig själv för att ta sig vidare i nivåerna, vilket inträffar då masken ätit upp siffran nio.
Nokiatelefonernas Snake är snarlikt Nibbles.